# Borniochrysa luzonica
Borniochrysa luzonica är en insektsart som först beskrevs av Banks 1939.  Borniochrysa luzonica ingår i släktet Borniochrysa och familjen guldögonsländor. Inga underarter finns listade i Catalogue of Life.